# Coelus globosus
Coelus globosus là một loài bọ cánh cứng thuộc họ Tenebrionidae. Nó được tìm thấy ở México và Hoa Kỳ.